# Cestrum brunneopurpureum
Cestrum brunneopurpureum är en potatisväxtart som beskrevs av Francey. Cestrum brunneopurpureum ingår i släktet Cestrum och familjen potatisväxter. Inga underarter finns listade i Catalogue of Life.